# Fundulus persimilis
La sardinilla yucateca  (Fundulus persimilis) es una especie de pez de la familia de los fundúlidos en el orden de los ciprinodontiformes. A este último grupo también se le conoce como carpas con dientes. Los machos pueden llegar a los 15 cm de longitud total.  Se encuentran en Yucatán (México).
La especie es endémica de México. Puede vivir en ambientes marinos y salobres. Sus poblaciones se encuentran en riesgo y por lo mismo la especie se encuentra listada en la NOM-059-SEMARNAT-2010 en la categoría de Sujeta a protección especial (Pr).

## Morfología
Los machos pueden llegar a los 15 cm de longitud total.

## Distribución geográfica
Se encuentran en Yucatán (México).

## Nombres comunes
- Español: Sardinilla yucateca
- Inglés: Yucatan killifish[5]